# 中西敏夫
中西 敏夫（なかにし としお、1936年 - 2014年9月15日）は、日本の薬剤師。社団法人日本薬剤師会会長（第23代）。

## 経歴
愛知県生まれ。1960年近畿大学薬学部卒業。1961年愛知県名古屋市で中西薬局を開設。1983年株式会社中部調剤センター・アールシー薬局開設。1981年から愛知県薬剤師会理事、1992年から日本薬剤師会常務理事、2000年から日本薬剤師会副会長などを務めるかたわら、厚生省（現厚生労働省）医療保険福祉審議会委員などを歴任した。2002年～2008年日本薬剤師会会長（第23代）を3期6年務める。2014年9月15日、肺塞栓のため死去。78歳没。

## 叙勲
- 2008年4月 旭日中綬章[2]